# Allium stocksianum
Allium stocksianum Boiss. – gatunek byliny należący do rodziny amarylkowatych (Allioideae Herbert). Występuje naturalnie na obszarze od południowo-wschodniej części Iranu aż po zachodni Pakistan. Według innych źródeł jest obecny także w Afganistanie.

## Morfologia
CebulaMają jajowaty kształt. Osiągają 1–2 cm szerokości. Warstwa zewnętrzna jest brązowa, natomiast warstwy wewnętrzne są włókniste.
ŁodygaRoślina dorasta do 5–15 cm wysokości. Posiada głąbik dorastający do 4–10 cm wysokości.
LiściePosiada 3–4 nitkowate, nagie liście o szerokości 0,5–1 mm. Są zwinięte w rurkę i puste w środku. Są dłuższe niż głąbik.
KwiatyZebrane w kwiatostany o średnicy 3–5 cm. Okwiat ma wąsko dzwonkowaty kształt. Płatki mają barwę od różowej do purpurowej, maja jajowaty kształt, lecz są ostro zakończone, mają 6–7 mm długości.